# San Giovanni Ilarione
San Giovanni Ilarione é uma comuna italiana da região do Vêneto, província de Verona, com cerca de 4.868 habitantes. Estende-se por uma área de 25,31 km², tendo uma densidade populacional de 195 hab/km². Faz fronteira com Cazzano di Tramigna, Chiampo (VI), Montecchia di Crosara, Roncà, Tregnago, Vestenanova.

## Demografia
| Variação demográfica do município entre 1861 e 2011                               |
|                                                                                   |
| Fonte: Istituto Nazionale di Statistica (ISTAT) - Elaboração gráfica da Wikipedia |